# Gabrielle Rose (Schwimmerin)
Gabrielle Elaine Franco Rose (* 1. November 1977 in Rio de Janeiro, Brasilien) ist eine brasilianisch-amerikanische Schwimmerin.

## Leben
Gabrielle Rose wurde 1977 als Tochter von Michael und Regina Rose in Rio de Janeiro geboren. Sie wuchs in Memphis, Tennessee auf, wo sie die St. Mary’s Episcopal High School besuchte.
Bei den Olympischen Spielen in Atlanta trat sie für Brasilien an, wo sie 14. im 100 m Schmetterling, 22. im 200 m Lagenschwimmen und 23. im 100 m Freistil wurde. Bei den Olympischen Spielen 2000 in Sydney trat sie für die Vereinigten Staaten an und erreichte das Finale im 200 m Lagenschwimmen, in dem sie den 7. Platz belegte.
Als bisher älteste Schwimmerin qualifizierte sie sich mit 46 Jahren für die US-Team Trials für die Olympischen Spiele 2024 in den Disziplinen 100 m und 200 m Brustschwimmen.